# فک خزپوش زیرجنوبگان
فک خزپوش زیرجنوبگان (نام علمی: Arctocephalus tropicalis) نام یک گونه از سرده خرس‌سرها است.